# レナード・バーンスタイン
レナード・バーンスタイン （Leonard Bernstein、1918年8月25日 - 1990年10月14日）は、ユダヤ系アメリカ人の指揮者、作曲家であり、ピアニストとしても知られている。アメリカが生んだ最初の国際的レベルの指揮者であり、ヘルベルト・フォン・カラヤンやゲオルク・ショルティらと並んで、20世紀後半のクラシック音楽界をリードしてきた音楽家。愛称はレニー。妻は、チリ出身の女優・ピアニストの、フェリシア・モンテアレグレ。

## 人物・来歴
バーンスタインは、ウクライナ系ユダヤ人移民の2世として、マサチューセッツ州ローレンスに生まれる。生まれた当初の名前はルイス（後にレナードに改名する）。父親サミュエルは敬虔なユダヤ教徒であった。家族には音楽的な環境は全くなかったが、母親ジェニーが持っていた蓄音機の音楽に耳を傾けるのが大好きな赤ん坊だったという。理髪店を経営した父親の強い反対を押し切って、プロの音楽家の道を志した。
ボストン・ラテン・スクールを経て、ハーバード大学・カーティス音楽院で学ぶ。彼が指揮者を志したのはディミトリ・ミトロプーロスの刺激だった。指揮ではフリッツ・ライナーやセルゲイ・クーセヴィツキーに師事し、作曲はウォルター・ピストンに師事した。ピアノはイサベラ・ヴェンゲーロワに師事している。カーティス音楽院を卒業後、しばらく仕事を得られない時期があったが、1943年夏にアルトゥール・ロジンスキの指名によりニューヨーク・フィルハーモニックの「副指揮者」（Assistant Conductor）に就任した。
1943年11月14日、病気のため指揮できなくなった大指揮者ブルーノ・ワルターの代役としてニューヨーク・フィルハーモニー交響楽団（現・ニューヨーク・フィルハーモニック）を指揮、この日のコンサートはラジオでも放送されていたこともあり一大センセーションを巻き起こす。この時の曲目は以下の通りである。
- ロベルト・シューマン『マンフレッド序曲』
- ミクロス・ローザ（ハンガリー出身の作曲家、映画「ベン・ハー」の音楽などが代表作）『主題、変奏曲と終曲 Op.13a』
- リヒャルト・シュトラウス『ドン・キホーテ』（チェロ：ジョゼフ・シュスター、ヴィオラ：ウィリアム・リンサー）
- リヒャルト・ワーグナー『ニュルンベルクのマイスタージンガー』第1幕前奏曲

1958年、アメリカ生まれの指揮者として史上初めてニューヨーク・フィルハーモニー交響楽団の音楽監督に就任する。バーンスタインとニューヨーク・フィルのコンビは大成功を収め、同フィルの黄金時代をもたらした。作り出す音楽の魅力、気さくでおおらかな性格、指揮者としての情熱的な指揮ぶり（興に乗ると指揮台上でジャンプすることもあった）などでファンを魅了し、スター性も備えていた。CBSレコードと録音契約を交わした際には「彼の録音に際しては、録音曲目の決定をほぼ彼に一任する」待遇を受け、当時としては画期的なレパートリーも数多く録音した。
1969年にニューヨーク・フィルの音楽監督を辞任した後は常任指揮者等の特定のポストには就かず、ウィーン・フィル、イスラエル・フィル、バイエルン放送交響楽団、ロンドン交響楽団、フランス国立管弦楽団などに客演した。ことに同じユダヤ系作曲家であるグスタフ・マーラーの交響曲の演奏は自ら“自分で書いたような気がしてくる”と言うほどで、数々の演奏を残した。音楽解説者・教育者としても大きな業績を残し、テレビ放送でクラシック音楽やジャズについての啓蒙的な解説を演奏を交えて行った。マイケル・ティルソン・トーマス、小澤征爾、大植英次、佐渡裕など多くの弟子を世に送り出したことでも知られる。

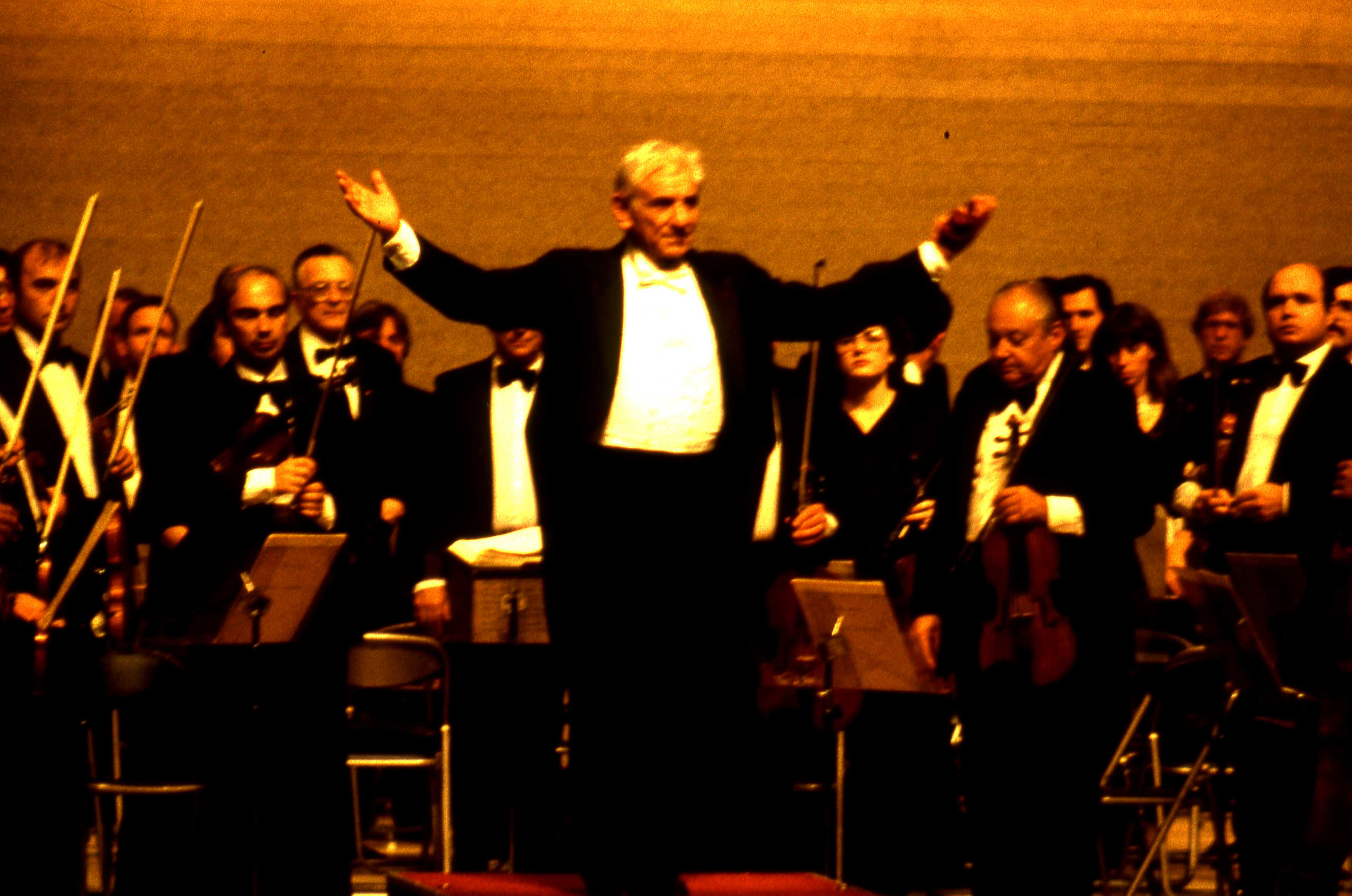
1985年、イスラエル・フィルハーモニー管弦楽団との来日時（大阪フェスティバルホールにて。曲目はマーラー交響曲第9番。

1985年8月に広島を訪れ、被爆40周年を悼むための「広島平和コンサート」を開催した。1989年のクリスマスには、直前に起きたベルリンの壁崩壊を受け、ベルリンで東西ドイツ・アメリカ・ソ連・フランス・イギリスの各オーケストラの混成メンバーでベートーヴェンの交響曲第9番を指揮、この時第4楽章の「歓喜の歌」の“Freude”を“Freiheit（自由）”にして演奏し、東西冷戦終結を象徴する演奏会として記憶されることとなった。また翌1990年6月にも、民主化されたチェコスロバキアのプラハの春音楽祭で同曲を指揮した。
これらのように音楽家として社会的なメッセージを発信する活動も数多く行ったが、時にはそうした行動が物議を醸すこともあった。

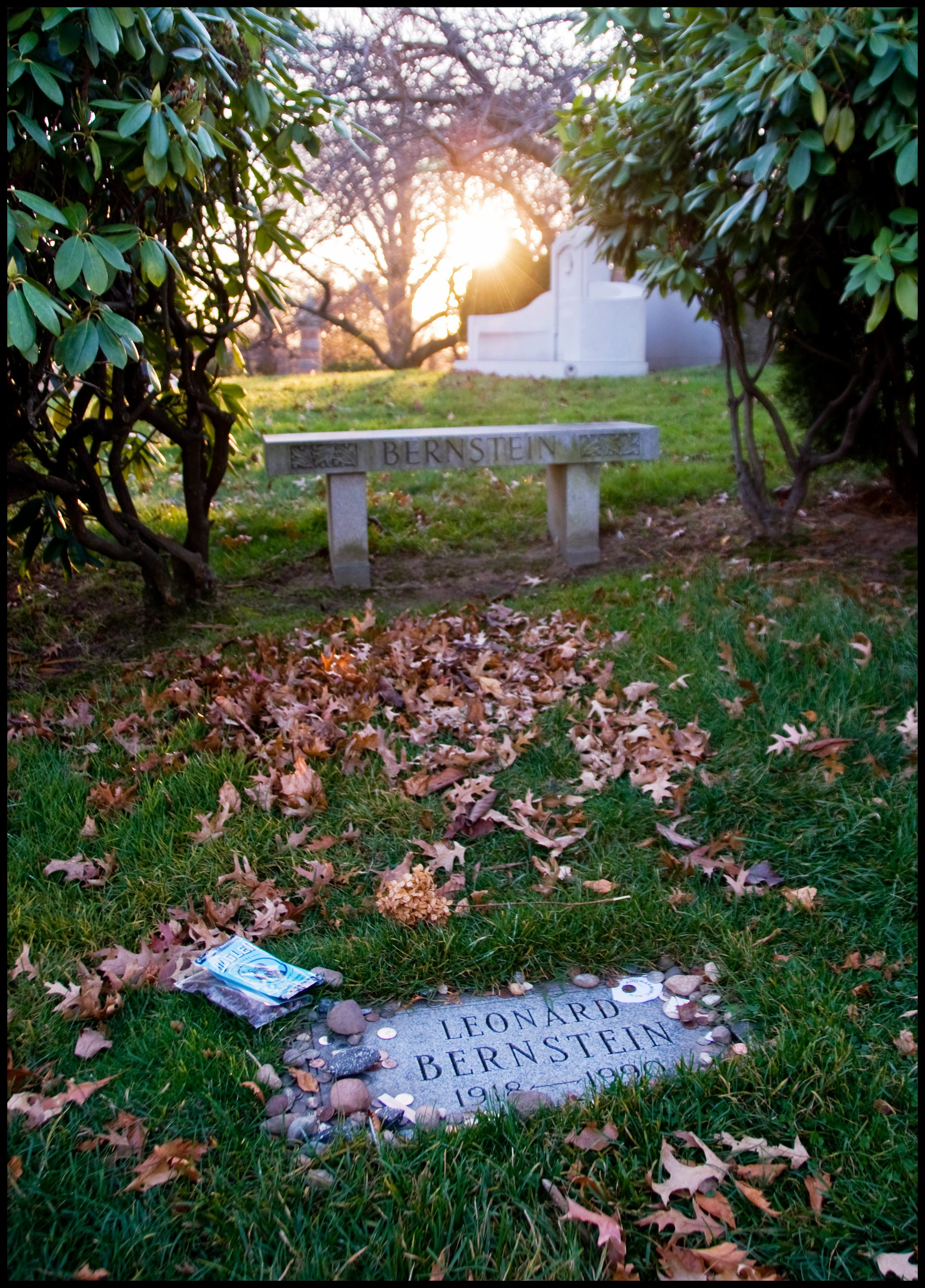
バーンスタインの墓

1990年6月には札幌で自ら創設した国際教育音楽祭、パシフィック・ミュージック・フェスティバル（PMF）を開始し、後進の育成にも力を入れようとしていたが、すでにバーンスタインは病に冒されていた。同年8月19日のタングルウッド音楽祭におけるボストン交響楽団との演奏（ブリテン：「4つの海の間奏曲」、ベートーヴェン：交響曲第7番）が最後の舞台となり、10月9日に指揮活動からの引退を表明する。それから5日後の10月14日に、肺癌のためニューヨーク市内の自宅で逝去した。満72歳没。
バーンスタインは生涯に7度来日した。最初の4回（1961年、1970年、1974年、1979年）はニューヨーク・フィルを率いて。1985年には8月上旬に前述の「広島平和コンサート」を開催し、9月前半にはイスラエル・フィルを率いて来日公演を行った。最後（1990年）はPMF（7月3日）、それに続いてロンドン交響楽団を率い、東京で2回の公演を行った。逝去する3ヶ月前、PMFのために札幌芸術の森で行われたリハーサルの模様や最晩年の様子はNHK特集「バーンスタイン」に収録され放映された。しかし、バーンスタインの病状悪化が周囲に知らされず、2回の東京公演以降に予定されていた演奏会をキャンセルし、途中でアメリカに帰国することになる。この一件は、7月10日の演奏会に天皇明仁が招待されていたことや、自作（「ウェスト・サイド・ストーリー」よりシンフォニック・ダンス）を弟子の大植英次に指揮させたこともあり、観客の一部と主催者との間にトラブルを起こす事態にまで発展した。

## エピソード

### ヘビースモーカー
ヘビースモーカーとして有名で、14歳の時に煙草を覚えたという。煙草にまつわるエピソードも多く、1986年（68歳の時）には米国の新聞紙面で「私は20歳代の半ばに肺気腫の兆候があると診断された。煙草をやめなければ35歳までに死ぬと言われた」と語ったことがある。著名なミュンヘンの音楽評論家であるヨアヒム・カイザーの談話によれば、彼は1日に煙草を100本（5箱）とウイスキー1本を飲むことを日課としていたという。また、晩年にアシスタントを務めた佐渡裕の著書によれば、しばしば「今日で禁煙するが、最後に1本だけ」と煙草に火をつけ、結局やめたことはなかったという。

### カラヤン

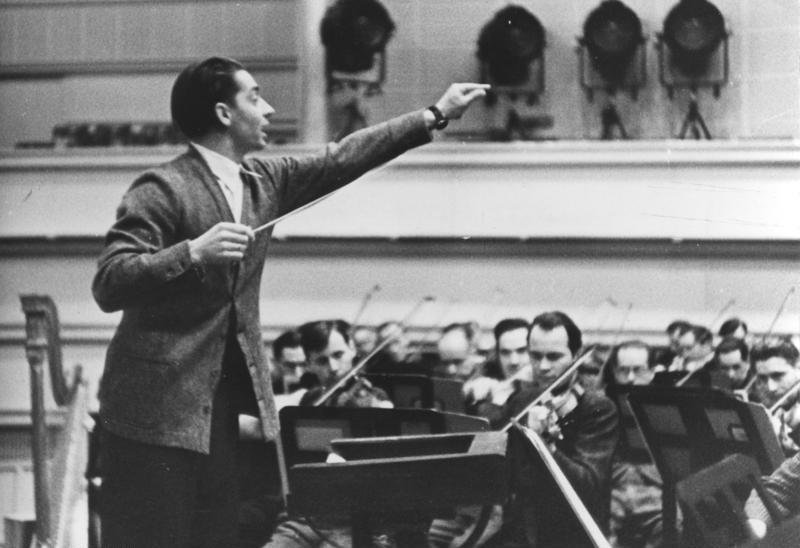
ヘルベルト・フォン・カラヤン

バーンスタインがカラヤンと初めて会ったのは1948年、彼がまだ30歳のときであった。音楽ファンから“ライバル”とみなされてきた2人だけに、おびただしい数に及ぶ比較などが行われ、2人に関連して語られるエピソードには脚色が多い。
ウィーンでは、バーンスタインの演奏会の前後にカラヤンの演奏会が開かれることがよくあった。佐渡裕の話によれば、1988年秋のある日のこと、佐渡はバーンスタインの演奏会の翌日にあったカラヤンの演奏会の前売り券を購入した。自分の演奏会の翌日にカラヤンの演奏会があることを知ったバーンスタインは佐渡に「明日（カラヤンの演奏会に）行くのか？」と尋ね、佐渡が「行きます」と告白したところ「俺も連れてってくれよ」。佐渡とマネージャーが「あなたが行けば、マスコミがスキャンダラスに書き立てるから」と行くことを断念するよう説得したが、「俺はヤツの音楽は嫌いなんだけど、ヤツの顔が見たいんだ」。翌日、お忍びでカラヤンの演奏会場に出現したバーンスタインは、舞台裏で“めでたく”カラヤンと対面したという。
カラヤンの伝記作者リチャード・オズボーンによれば、カラヤンは1988年4月5日、80歳の誕生日祝いのバースデー・カードをバーンスタインから受け取ったという。翌1989年7月16日にカラヤンが死去した時、パリの演奏会でこのニュースに接したバーンスタインは、彼のために2分間の黙祷を捧げ、2ヶ月後の9月16日にウィーン・フィルが開いたカラヤン追悼演奏会では、ベートーヴェンの弦楽四重奏曲第16番の弦楽合奏版を指揮した。
特に若い頃は、お互いに相手の才能を認め合っていたと、オズボーンは記している。1958年にニューヨーク・フィルの客演にカラヤンを招聘したのもバーンスタインであった。カラヤンは11月13日から23日にかけて、合計8回の演奏会を指揮している。曲はモーツァルトの交響曲第40番、リヒャルト・シュトラウスの「英雄の生涯」など。
なお、カラヤンとバーンスタインの間に本当に確執があったかどうかであるが、少なくともバーンスタインは音楽ジャーナリストのエンリーコ・カスティリォーネとの対談においてこれを完全に否定している。そればかりか、カラヤンの亡くなる少し前、そうした噂を一挙に払拭するために同じ演奏会で指揮台を分け合うという合同演奏会の話をカラヤンから持ちかけられたといい、バーンスタインはこれをすぐに受け入れた。
これを受けてカラヤンがバーンスタインに「ベルリン・フィルを指揮したいか」と尋ねたところ、バーンスタインは「ベルリン・フィルの音楽家は甘やかされすぎて、最早カラヤンを常任指揮者として望まなくなっている」という理由からウィーン・フィルでの演奏会を望んだ。カラヤンはこの選択を非常に喜んだという。二人はこの演奏会を心待ちにしていたが、カラヤンの死によってついに果たされることはなかった。
カラヤンが没した翌夏、札幌でのパーティでバーンスタインに同席した音楽評論家クラウス・ガイテルによれば、バーンスタインは、ウィーン・ムジークフェラインザールにカラヤンを訪ねたときのことを、カラヤンへの深い尊敬の念とともに語ったという。

### トスカニーニ
バーンスタインの若いころ、自宅で「トスカニーニの指揮する」ベルリオーズの「ロメオとジュリエット」のレコードを聴いていたところ、ふと疑問に思う演奏箇所があったため、バーンスタインはそのことを聞くためにトスカニーニの自宅を訪問し面会した。しかし、レコード室を管理していたトスカニーニの息子が外出しており、「疑問点に関しては後ほど手紙で答えよう」ということになった。ところが、バーンスタインが帰宅後、聴いていたレコードをよく見ると演奏者はトスカニーニではなくシャルル・ミュンシュであった。慌てたバーンスタインは早速己の勘違いを謝罪する手紙を書き、それを出そうとしたところトスカニーニからの返事が届いた。恐る恐るその手紙を見ると、「君の指摘を受けてレコードを聴き直してみたが、私の解釈は間違っていないと思う。しかし、それが万全なものであるとも限らないはずだ。貴重な忠告をありがとう」と綴られていた。

### フルトヴェングラー
1950年、フルトヴェングラーがアムステルダム・コンセルトヘボウ管弦楽団に客演した際、ちょうどアムステルダムに仕事で滞在していたバーンスタインはフルトヴェングラーの演奏会を聴きにいき、特にブラームスの交響曲第1番に魅了された。演奏会終了後、楽屋を訪ねようとしたが、ナチスの協力者とされているフルトヴェングラーをユダヤ人のバーンスタインが訪問するというのは政治的にも非常に危険なことだと彼のエージェントに止められたため（当日演奏会場の外では、フルトヴェングラーが第二次世界大戦中ドイツに留まったことを非難するデモが行われていた）、断念せざるをえなかった。そしてついにこの二人の天才的な芸術家が個人的な面識を持つチャンスは永遠に失われたのであった。フルトヴェングラーの死後、バーンスタインはフルトヴェングラーの日記を読む機会があり、アムステルダムでのフルトヴェングラーの演奏会の数日後、バーンスタインの演奏会をフルトヴェングラーが聴きにいき、この若いアメリカの指揮者に完全に魅了された、とあった。演奏会後にバーンスタインに会おうとしたが、やはり政治的な問題もあり、自分は人見知りする性質なので諦めたと書かれていた。

### ライナー
詳しくは「フリッツ・ライナー#エピソード」を参照。
前述の通り、若き日のバーンスタインはカーティス音楽院でライナーに師事して指揮法を習っている。バーンスタインはライナーの指導について次のように述懐している。「ライナーは専制的で残酷、辛辣、無慈悲だったけれども、それは、何が問題かを理解していない相手に対してだけだった。彼の指導は、まったく信じられないような要求水準の高さを持っていたが、しかし彼は自分自身に求める以上のことを学生に求めることは決してやらなかった。彼は、演奏する曲を完全に知らない限り、オーケストラの前に出てはいけないということを教えてくれた。彼こそまさに天才だった。指揮で私が高い水準に達することができたのは、ライナーの指導の賜物である。だからこそ私は、今も彼を崇拝しているのである」。また、ライナーもバーンスタインのことを「奴は天才だ」と評して指導に力をいれ、卒業の時には他の弟子には決して与えることがなかった最高ランクの「A」評価をつけた。

### チェリビダッケ
同業の指揮者に対する辛辣な批判で知られるセルジュ・チェリビダッケの矛先は、当然バーンスタインにも向けられていた。バーンスタインは「自分の世界とは無縁」である、と語った。しかし、バーンスタインが1990年に亡くなったときちょうど来日していたチェリビダッケは、バーンスタインについて「彼と私は長年書簡を交わしてきた。彼は真の天才だった。彼は亡くなるにはあまりにも早すぎた」と、その死を悼んだといわれている。

### カルロス・クライバー
12歳下であるカルロス・クライバーをバーンスタインは深く尊敬しており、クライバーの指揮したプッチーニの「ラ・ボエーム」を「最も美しい聴体験の一つ」と語っているほどであった。クライバーは、1992年1月1日にバーンスタインが果たせなかったウィーン・フィルとのニューイヤーコンサートの指揮を代行している。しかし、同年3月のウィーン・フィル創立150周年記念来日公演はクライバーの急病によりキャンセルされ、ジュゼッペ・シノーポリが来日した。

### 共産主義への傾倒
バーンスタインに限らず、当時のアメリカの多くの芸術家は政治的傾向として共産主義に傾倒していた。バーンスタインは熱心な民主党支持者であり、ジョン・F・ケネディ大統領を理想の政治家として尊敬していた。

### 同性愛
バーンスタインは師匠のミトロプーロスと同じく、同性愛傾向も有していた。彼は1951年に結婚したフェリシア夫人との間に3児をもうけ、病床に伏した夫人が癌だと判明すると献身的に看護するなど（フェリシアは1978年に死去。晩年のバーンスタインには大きな精神的打撃を与えたことを彼の周囲の人々は回想している）、妻を深く愛していたが、その一方で自らの同性愛傾向を隠さなかったのも事実であり、男性と必要以上に親密にふるまうことも多かった。たまりかねたフェリシアが「もう男といちゃつくのはやめて!」と訴えると、バーンスタイン自身は平然と「なに言っているんだい? 芸術家ってのはホミンテルン（ホモ＋コミンテルン）なんだぜ」と答えたという。また、ファーリー・グレンジャーは2007年に出版した自伝のなかで、バーンスタインとの恋愛関係について告白している。

### 最後のコンサート
最後の指揮となったボストンでのコンサートは体力の消耗が激しく、最初の「ピーター・グライムズ　4つの海の間奏曲」は何とか終えたものの、最後のベートーヴェンの交響曲第7番になると目に見えて動きが悪くなった。第3楽章では腕が上がらなくなったが、コンサートマスターとアイコンタクトをとりながら体力を蓄え、第4楽章までを終えた。その後打ち上げのパーテイーもそこそこに、ニューヨークに飛んで帰り、すべてのコンサートをキャンセルして引退宣言を行った。
（ 中川右介『巨匠たちのラストコンサート』文春新書　636）

### その他
小惑星(4476) Bernsteinはバーンスタインの名前にちなんで命名された。
2023年、バーンスタインと妻フェリシアが歩んだ紆余曲折に満ちた愛と葛藤の人生を描いた映画『マエストロ: その音楽と愛と』が制作された。ブラッドリー・クーパー（兼監督・脚本・製作）がバーンスタインを演じた。

## 指揮活動

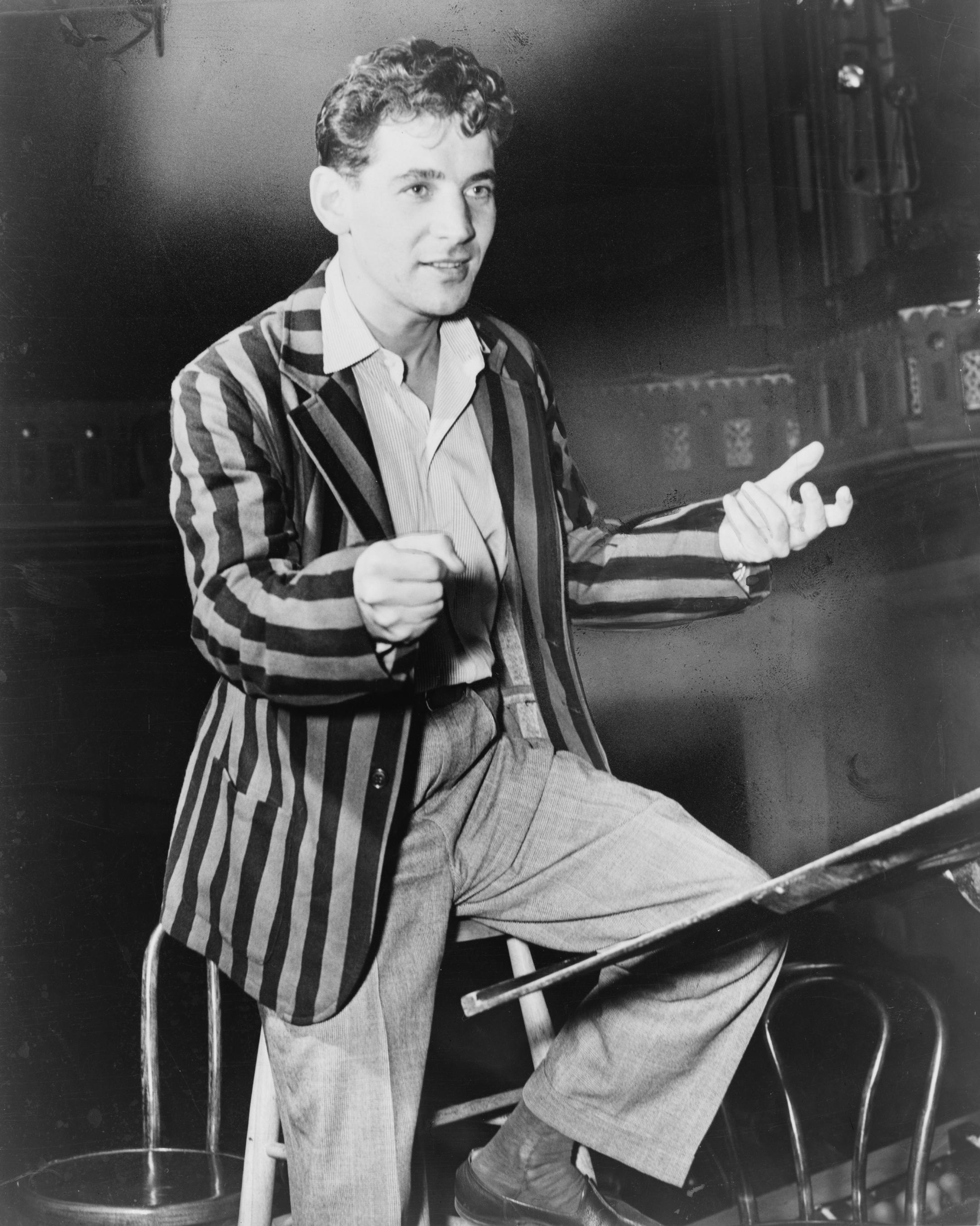
レナード・バーンスタイン（1945年）

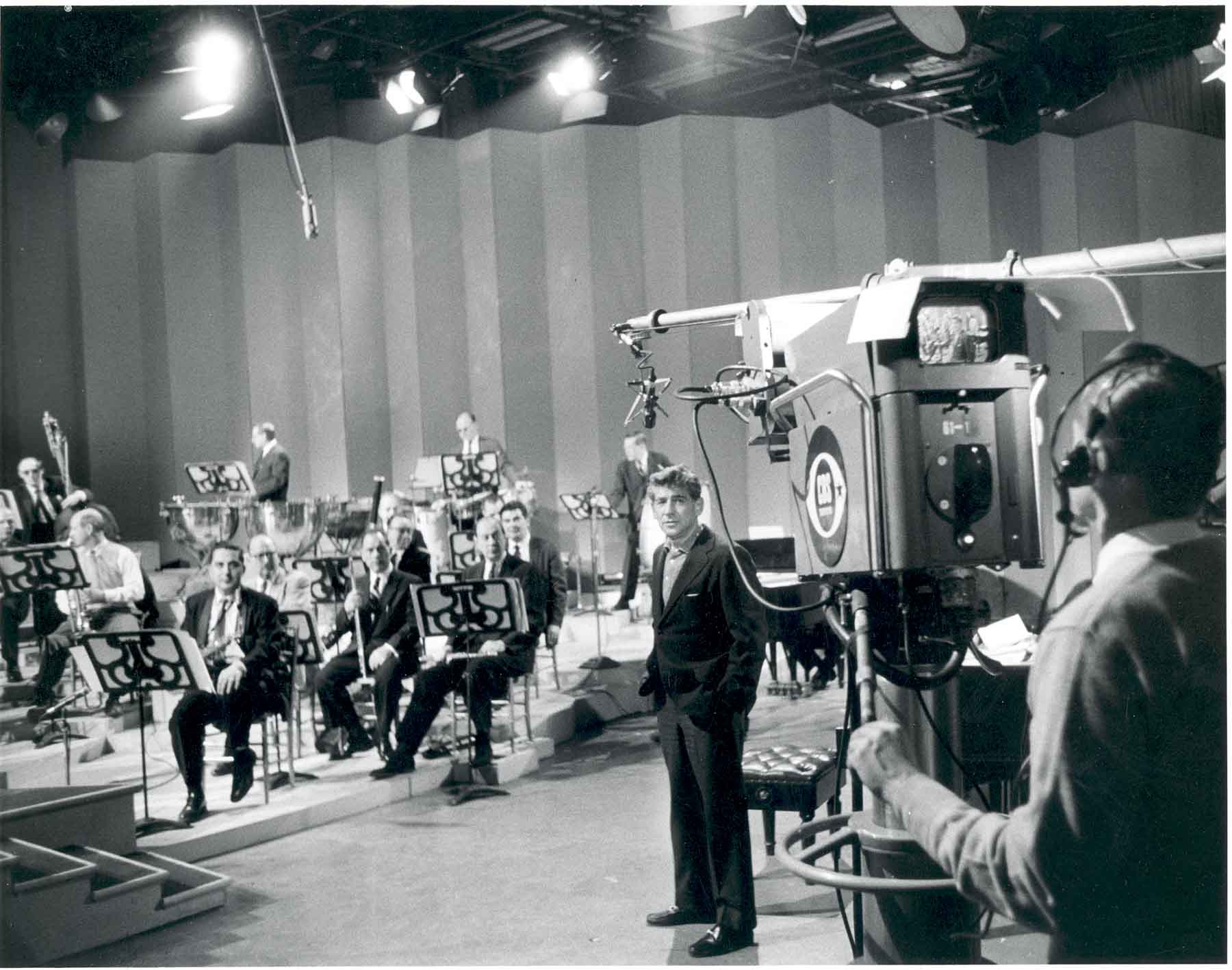
ニューヨーク・フィルを指揮するバーンスタイン（1958年）

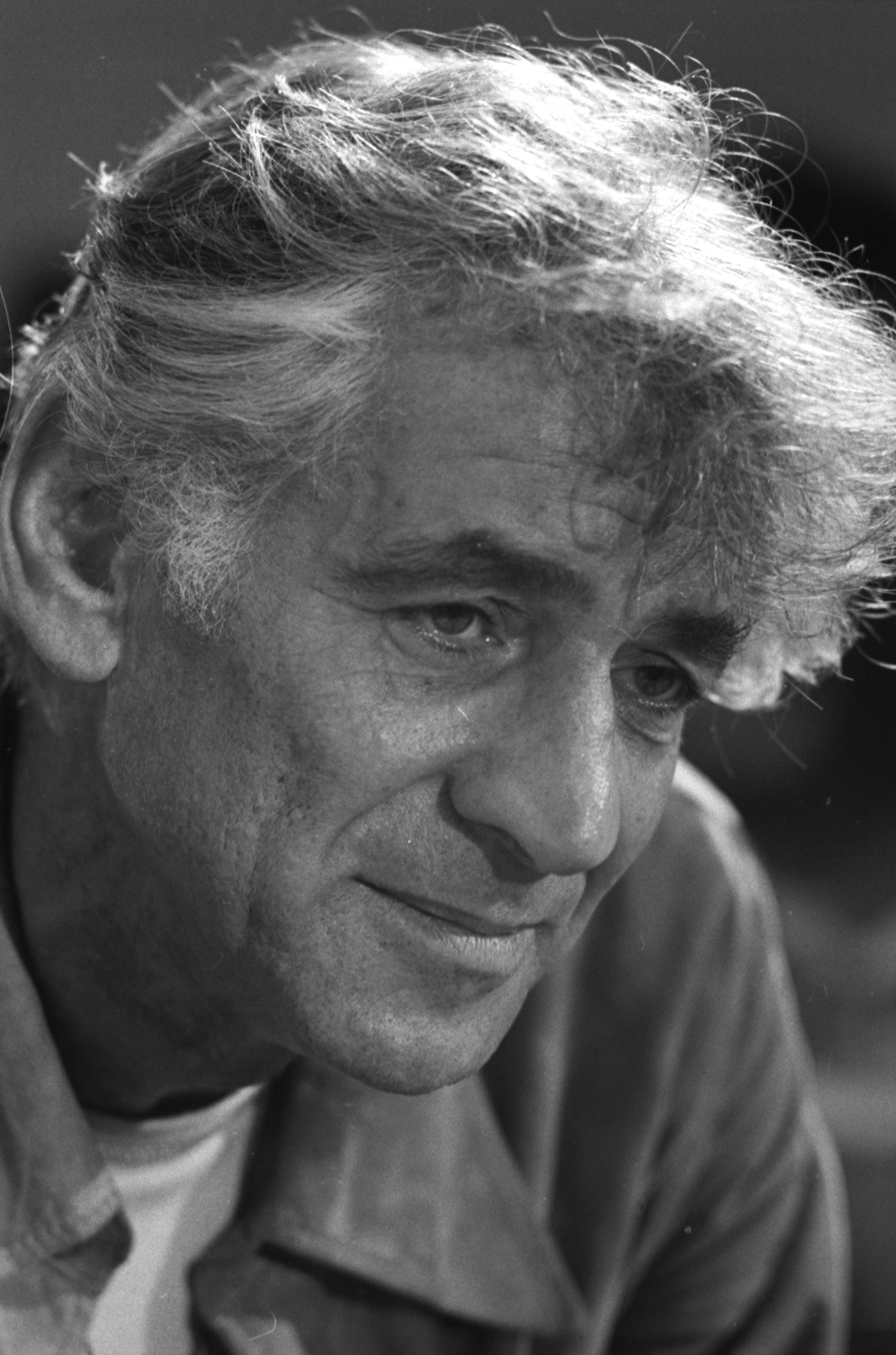
レナード・バーンスタイン（1971年）

レナード・バーンスタインの指揮活動は、大きく分けて3つの時期に大別することができる。
- 1943年-1958年　デビュー・コンサートからニューヨーク・フィルハーモニック常任指揮者就任まで
- 1958年-1969年　ニューヨーク・フィルハーモニック常任指揮者時代
- 1969年-1990年　ニューヨーク・フィルハーモニック常任指揮者辞任から晩年まで

バーンスタインが25歳で指揮活動を始めた時期、アメリカ国内で活動していた指揮者はほとんどが他国から移住してきた者たち（トスカニーニ、ワルター、モントゥー、オーマンディなど）であり、ブルーノ・ワルターのように第二次世界大戦の難を逃れてきた者も多かった。「アメリカ生まれ・アメリカ育ち」の指揮者はほとんどいなかったため、バーンスタインはすぐにアメリカ・クラシック音楽界の期待の星となる。当時は録音技術もモノラルしかなかったため、バーンスタインの最初期録音は比較的少ないが、彼は早くから幅広いレパートリーを手中に収めていたことが分かる。1953年12月、35歳のバーンスタインはアメリカ人指揮者として初めてミラノ・スカラ座の客演指揮に招かれ、ケルビーニのオペラ『メデア』を指揮した。1950年代前半の時期、若手指揮者として最も目覚ましい躍進を見せていたのが、バーンスタインとイタリアのグィド・カンテルリの2人だった。
1954年11月18日、バーンスタインはCBSのテレビ・ドキュメンタリー・シリーズ「オムニバス」に出演し、ベートーヴェンの交響曲第5番の解説を行った。これが一連の教育番組『青少年コンサート』（Young People’s Concert）の出発点となる。ニューヨーク・フィルの常任指揮者就任の前年、39歳だった1957年に代表作『ウエスト・サイド物語』が生み出された。
ニューヨーク・フィルハーモニックの常任指揮者時代、バーンスタインの主要レパートリーはCBSレコード（現在のソニー・ミュージックエンタテインメント）が独占契約で録音していた。『青少年コンサート』もこの時期の活動で大きな位置を占めている。同オーケストラの常任指揮者の職務にあった時期、バーンスタインは自らの「補助指揮者」の育成にも尽力した。ここから小澤征爾、クラウディオ・アバド、ズデニェク・コシュラーなどの指揮者が育っていった。しかし、この時期は作曲にあてる時間がほとんど取れず、主な作品は1963年作曲の交響曲第3番『カディッシュ』と1965年作曲の宗教合唱曲『チチェスター詩篇』ぐらいしかない。わざわざ「作曲の時間を取るため」1964年-1965年のシーズンは休みを取ったほどである。1966年にバーンスタインは初めてウィーン・フィルハーモニー管弦楽団の客演指揮に招かれ、このオーケストラとの良好な関係は終生にわたって続いた。
1969年を最後にバーンスタインがニューヨーク・フィル常任指揮者のポスト辞任を希望した理由は「作曲の時間を取るため」だった。作曲の分野では『ウエスト・サイド物語』を上回る作品を生み出したいという願いは満たされなかったが、バーンスタインは“世界一の客演指揮者”として高い人気を集めた。1970年代半ばにはCBSレコードとの独占録音契約を離れ、ドイツ・グラモフォンおよびEMIと録音契約を交わして、かつて録音していたレパートリーの再録音を中心に、ヨーロッパとアメリカのさまざまなオーケストラとの多彩な録音に着手した。このうちEMIとの契約は短期に終了したが、グラモフォンとの関係はその後専属となり、バーンスタイン最後のコンサートのライブ録音まで続くことになる。CBSレコード時代の旧録音と、EMI・グラモフォン時代の新録音の間では、溌剌とした前者を好む者、後者に指揮者としての円熟を感じる者など、当然のことながら評価は人により、また曲によりまちまちである。
グラモフォンでの録音の多くが、当初から商品化を想定したライブ・レコーディングで行われたのも、当時としては画期的であった。同時にユニテルや放送局による映像収録も積極的に行われるようになる。1979年から1981年に発表されたベートーヴェンの交響曲全集と序曲集・弦楽四重奏曲第14番（弦楽合奏版）および『ミサ・ソレムニス』は、マクシミリアン・シェルとバーンスタインによる楽曲解説を含むオーストリア放送協会ら制作のTVミニシリーズ『ベートーヴェン／バーンスタイン』と並行して録音されたものである。
この時期、1979年10月4日・5日にベルリン・フィルハーモニー管弦楽団と1度限りの共演が行われた。曲目は、マーラーの交響曲第9番で、バーンスタインの没後1992年に、放送用のライブ録音音源から商品としてリリースされた。これをバーンスタインの代表作とする熱心な聴き手が今なお多い。
若い頃には情熱的できびきびした音楽作りが魅力でもあったバーンスタインは、晩年にはゆったりとした重厚な表現を好むようになる。時には極めて主観的な演奏を展開し、楽譜から表現しうる限界といえるほどの感情移入も厭わなかった。彼が最も愛した3つのオーケストラはニューヨーク・フィル、ウィーン・フィル、そしてイスラエル・フィルハーモニー管弦楽団であった。
2000年10月、バーンスタインの没後10年目にニューヨーク・フィルの「自主制作盤」として「バーンスタイン・ライブ」（Bernstein Live）という10枚組のCDが発売された。なかには正規の録音が残されなかった珍しいレパートリーも見出され（ワーグナー『神々の黄昏』、ブルックナーの交響曲第6番など）、ヴィルヘルム・ケンプ（ピアノ）とのベートーヴェンのピアノ協奏曲第3番、ジャクリーヌ・デュ・プレ（チェロ）とのシューマンのチェロ協奏曲などの珍しい共演も正式な録音として発売された。
バーンスタインはまた、積極的に現代曲の演奏にも取り組んだ。自身の曲に加えて、ショスタコーヴィチ、ストラヴィンスキー、コープランド、アイヴズ等の作品を積極的に紹介した。現代音楽の分野においても、代表的には、メシアンの『トゥーランガリラ交響曲』の世界初演を担った他、ニューヨーク・フィル等と共に、ヴァレーズの『インテグラル』と『アルカナ』、デニソフの『クレッシェンドとディミヌェンド』、ブーレーズの『プリ・スロン・プリ』より「マラルメによる即興第1」、フェルドマン『最後の作品』から、ケージの『黄道の地図』、カーターの『管弦楽のための協奏曲』、メシアンの『神の現存についての3つの小典礼』、リゲティの『アトモスフェール』、クセナキスの『ヒトプラクタ』、ダッラピッコラの『タルティニアーナ』、ガンサー・シュラーの『トリプラム』など様々な録音を残している。そのほかにも、とりわけアメリカの現代作曲家の作品を中心に多くの現代曲を振っている。また、日本人作曲家では黛敏郎の『饗宴』を好んで指揮したという。
また、バーンスタインはテレビ向けにシェーンベルクの解説をしてことはあるが、シェーンベルクの録音は残していない。一方で同じ新ウィーン楽派に属するヴェーベルンやベルクの作品は録音している。
バーンスタインがニューヨーク・フィルで振った多くの曲のスコアは、バーンスタインの書き込みが入った形のまま、ニューヨーク・フィルのデジタル・アーカイヴで検索・閲覧することができる。

## 主要作品
- 交響曲
  - 第1番『エレミア』 (Symphony No.1 "Jeremiah")　（1942年）
  - 第2番『不安の時代』（ピアノと管弦楽のための） (Symphony No.2 "The age of anxiety")　（1947年-1949年/1965年改訂）
  - 第3番『カディッシュ』（管弦楽、混声合唱、少年合唱、話者とソプラノ独唱のための） (Symphony No.3 "Kaddish")　（1963年/1977年改訂）
- バレエ『ファンシー・フリー』 (Fancy Free)　（1944年）
- ミュージカル『オン・ザ・タウン』 (On the Town)　（1944年初演）
- ミュージカル『ワンダフル・タウン』(Wonderful Town)　（1953年初演）
- ミュージカル『ウエスト・サイド物語』 (West Side Story)　（1957年初演）
- ミュージカル『キャンディード』 (Candide)　（1956年初演/1989年最終改訂）
- オペラ『タヒチ島の騒動』 (Trouble in Tahiti)　（1952年）
この作品は後年に大幅な拡大改訂が施され、オペラ『静かな場所』 (A Quiet Place)となった。（1983年）
- クラリネット・ソナタ (Sonata for Clarinet and Piano)　（1942年）
- 5つの子供の歌『私は音楽が嫌い』 (I Hate Music)　（1943年）
- 合唱曲『チチェスター詩篇』 (Chichester Psalms)　（1965年）
- 歌手と演奏家、踊り手のためのミサ曲 (Mass - A theatre piece for singers, dancers, and players)　（1971年）
- 合唱曲『ソングフェスト』 (Songfest)　（1977年）
- 前奏曲、フーガとリフ (Prelude, fugue and riffs)　（1949年/1952年改訂）
- 映画『波止場』 (On the Waterfront)の音楽　（1954年）
- セレナード (Serenade)　（1954年）
- バレエ『ディバック』 (Dybbuk)　（1974年）
- 政治的序曲『スラヴァ!』 (Slava! A Political Overture)　（1977年）
- オーケストラのためのディヴェルティメント (Divertimento for Orchestra)　（1980年）
- ハリル (Halil)　（1981年）
- ピアノ曲『タッチズ』（コラール、8つの変奏とフーガ） (Touches - Chorale, Eight Variations and Coda)　（1981年）
- アリアとバルカロール（メゾ・ソプラノ、バリトンと4手ピアノのための） (Arias and Barcarolles)　（1988年）

### バーンスタインの作品の特徴

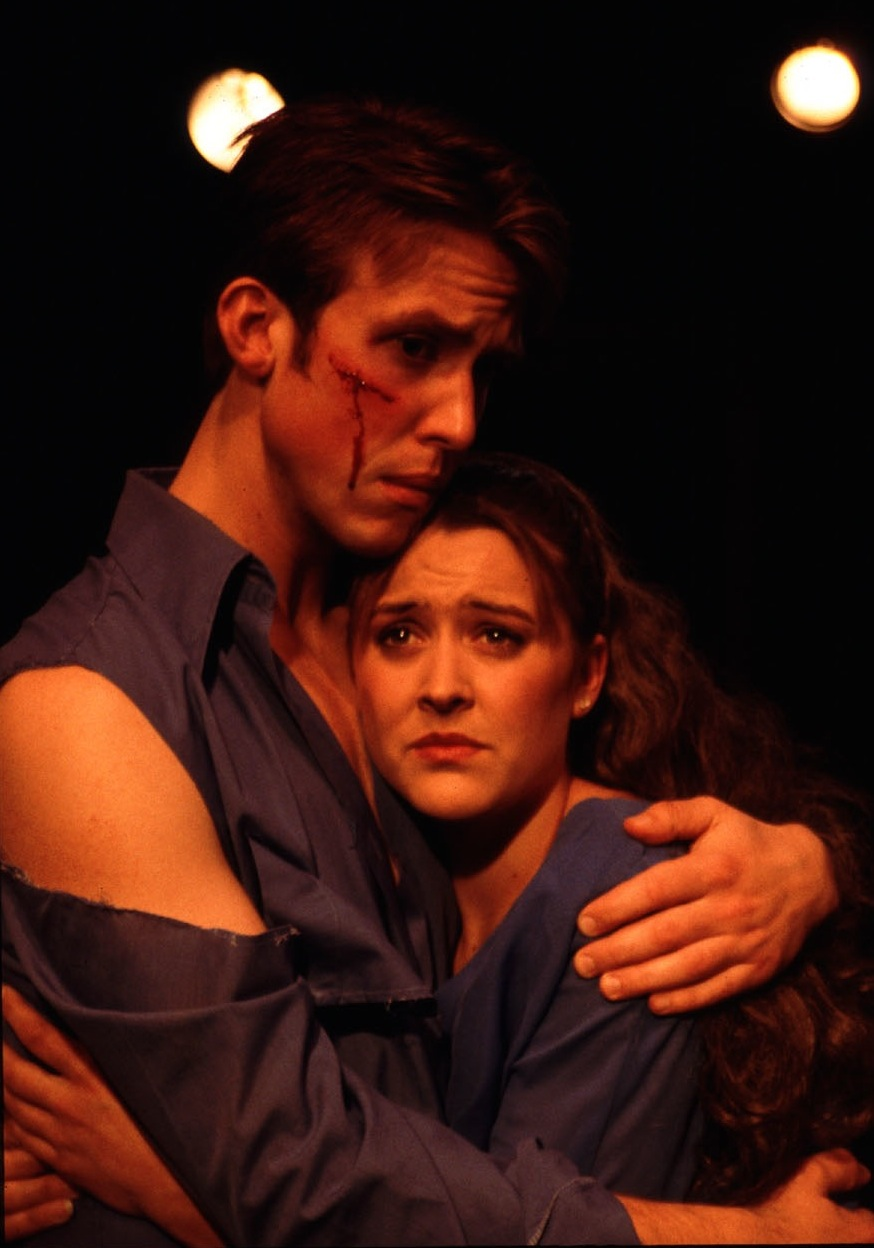
ウェスト・サイド物語

初期はブロードウェイ・ミュージカルで音楽活動の基盤を築き、その分野では早くから人気作曲家になっていた。
いっぽうでシリアス・ミュージックの作曲家としては、交響曲第1番『エレミア』、交響曲第3番『カディッシュ』など、ユダヤ教の影響を受けた宗教的作品を数多く残している。それらは宗教的なメッセージをはらみながら決して難解ではなく、むしろ時に啓蒙的な作風であるのが特徴といえる。現代の「信仰の危機」というテーマを、ローマ・カトリックの典礼文を下敷きに、ミュージカルシアター作品として書き上げた『ミサ』は、大衆性と宗教的モティーフとの両面を統合した点で、作曲家バーンスタインを象徴する作品である。
作風は折衷的な様式で書かれたものが多い。1つの作品の中でジャズやクラシックなどのさまざまな音楽の要素を巧みに織り交ぜることは、彼の生前には批判が多かった点の1つだった。しかし現代にあっては、むしろ多様な表現様式の融合は音楽の潮流ともなっており、「ウェスト・サイド物語」「キャンディード」といったもともとミュージカルシアターのために書かれた作品がミラノ・スカラ座をはじめトップクラスの歌劇場で上演されるようになったのも、バーンスタインの作品への再評価の動きの表れである。

## 受賞歴
- エルンスト・フォン・ジーメンス音楽賞（1987年）
- 高松宮殿下記念世界文化賞（1990年）

### アカデミー賞
ノミネート
1955年 アカデミードラマ・コメディ音楽賞:『波止場』

## バーンスタイン自身の著書
- 『音楽のよろこび』（The Joy of Music, 1959年） 
  - 吉田秀和訳、音楽之友社、1966年、のち新版
- 『青少年コンサート』（Leonard Bernstein's Young People's Concerts, 1962年）
  - 『青少年コンサート　音楽鑑賞の新しい試み』、岡野弁訳、全音楽譜出版社、1976年
- 『音楽の無限の多様性』（The Infinite Variery of Music, 1966年）
  - 『バーンスタイン音楽を語る』、岡野弁訳、全音楽譜出版社、1972年、新版1990年、1998年
- 『答えのない質問』（The Unanswered Question, 1976年）　当時の初版には、画期的なサンプル・レコード盤がついていた。
  - 和田旦訳、みすず書房、1978年、新版1991年。1973年度ハーヴァード大学詩学講座
- 『発見』（Findings, 1982年）
  - 『バーンスタイン わが音楽的人生』、岡野弁訳、作品社、2012年